# Kasztori Rudolf
Kasztori Rudolf vagy Rudolf Kastori (Károlyváros, Jugoszlávia, 1935. október 8. –) szerbiai magyar agrármérnök, növényfiziológus, az agrártudományok doktora, a Magyar Tudományos Akadémia külső tagja. Fő kutatási területe a növényi energiaforgalom, a tápanyagok és az ökológiai környezet élettani hatásának vizsgálata.

## Életútja
Az 1948 és 1952 között elvégzett mezőgazdasági technikumi tanulmányait követően 1954-től az Újvidéki Egyetem agrártudományi karának hallgatója volt, itt szerzett agrármérnöki oklevelet 1958-ban. 1960-tól tanársegédként oktatott az Újvidéki Egyetem talajtani és növénytáplálás-tani tanszékén növénytáplálástant, növényélettant és az agroökoszisztéma védelmét. 1963-ban sikeresen megvédte doktori disszertációját, s 1967-től docensként, 1975-től 1999-es nyugdíjba vonulásáig egyetemi tanárként oktatott az egyetemen. 1979 és 1998 között egyúttal a tanszékvezetői feladatokat is ellátta, 1979-től 1983-ig pedig az agrártudományi kar dékánhelyettese volt. Oktatói munkájával párhuzamosan 1960-tól munkatársa volt az Újvidéki Növénytermesztési és Konyhakertészeti Intézetnek, 1989-től 2002-ig pedig az igazgatóhelyettesi tisztséget is betöltötte.

## Munkássága
Kutatásai elsősorban az ásványi anyagoknak és nyomelemeknek, azaz a növényi tápanyagellátás szempontjából fontos makrotápanyagoknak (pl. nitrát) és a nagyobb mennyiségben káros mikroelemeknek (pl. nehézfémek) a szántóföldi növények – őszi búza, kukorica, napraforgó, cukorrépa – fejlődésében, anyagcsere-folyamataiban és energiaforgalmában, morfológiai sajátosságaiban és termésminőségében betöltött szerepére irányulnak. Behatóan foglalkozik az okszerű növénytáplálás és az ökológiai környezet, valamint a növényélettani folyamatok közötti összefüggésekkel. Akadémiai székfoglalóját 1999-ben tartotta meg A növények nitráttartalmának és nitrátasszimilációjának élettani és ökológiai vonatkozásai címmel.
Tizenöt könyve, s közel négyszáz szakcikke jelent meg. Szerkesztőbizottsági elnöke a Belgrádban megjelenő Arhiv za poljoprivredne nauke című agrártudományi folyóiratnak, 1996-tól szerkesztőbizottsági tagja az Acta Agriculturae Serbica, 1999-től pedig főszerkesztője a Jugoszláv Növényélettani Egyesület Bilten Jugoslovenskog društva za fiziologiju biljaka című periodikájának.

### Társasági tagságai és elismerései
1998-ban a Magyar Tudományos Akadémia külső tagjává választották, 2004 óta rendes tagja a Vajdasági Tudományos és Művészeti Akadémiának. 1978 és 1982 között a Vajdasági Biológusok Egyesülete, 1980 és 1983 között a Vajdasági Növényélettani Egyesület elnöki tisztét töltötte be, 1980-tól 1982-ig a Jugoszláv Növényélettani Egyesület elnökségi tagja volt, 1992-től 1998-ig részt vett a jugoszláv tudományos és technológiai minisztérium biotechnikai bizottságának munkájában. A nemzetközi tudományos életben kifejtett tevékenységét jelzi, hogy 1988-tól 1992-ig a Nemzetközi Növénytáplálási Tudományos Központ (CIEC) végrehajtó bizottságának titkára volt, 1996-tól pedig a társaság jugoszláv (majd szerb) nemzeti bizottságának munkáját elnökli. Emellett 1985-től tagja az Európai Növényélettani Társaságok Egyesületének, 1988-tól a Korszerű Mezőgazdasági Módszerek Európai Társaságának (ESNA). Ugyancsak részt vett a vajdasági tudományos közéletet szervező egyesületek munkájában, így 1987-től 1991-ig a Vajdasági Önigazgatási Érdekközösség tudományos munkabizottságának elnöke, 1991-től 1993-ig a Tartományi Tudományos Alap tanácsadója, 2000-től 2002-ig a Vajdasági Szakértői Tanács tagja volt, 2001-től pedig az Újvidéki Ökológiai Mozgalom képviselőtanácsának elnöke. 2003-tól tiszteletbeli tagja a vajdasági Magyar Nemzeti Tanácsnak.
Tudományos munkássága elismeréseként 1977-ben Matica srpska-emlékérmet, 1985-ben a hallei Luther Márton Egyetem Julius Kühn-emlékérmét, 1989-ben a Brnói Mezőgazdaság-tudományi Egyetem Emlékérmét, 1996-ban az Egyetemi Tanárok és Kutatók Szerbiai Egyesületének arany emlékérmét, 2001-ben pedig a Jugoszláv Talajtani Egyesület emlékérmét vehette át.

## Főbb művei
- Magélettan. Újvidék. 1983
Szerbhorvátul: Fiziologija semena. Novi Sad: Matica srpska. 1984
- Az elemek szerepe a növények táplálkozásában. Újvidék. 1983
Szerbhorvátul: Uloga elemenata u ishrani biljaka. Novi Sad: Matica srpska. 1983
- Fiziologija biljaka. Beograd: Naučna knjiga. 1989
- Nélkülözhetetlen nyomelemek – élettani szerepük és jelentőségük a növénytermesztésben. Belgrád, 1990
Szerbhorvátul: Neophodni mikroelementi. Beograd: Naučna knjiga. 1990
- Az agroökoszisztéma védelme. Újvidék. 1995
Szerbül: Zaštita agroekosistema. Novi Sad: Feljton. 1995
- Növényélettan: Kompendium. Újvidék: Vajdasági Tudományos és Művészeti Akadémia. 2000